# Andrena nitida
Espèce
Statut de conservation UICN

LC : Préoccupation mineure
Andrena nitida est une espèce d'abeilles solitaire de la famille des Andrenidae, du genre Andrena. Elle est parfois appelée andrène limpide.

## Description
Comme la plupart des abeilles, cette espèce présente un dimorphisme sexuel.

### Les femelles
Les femelles sont de grosses abeilles mesurant 13-16 mm. Leur tête est noire avec, parfois, des poils partiellement clairs. La face supérieure du thorax est brun-clair à orange tandis que la face inférieure est claire. Chez les individus âgés, cette teinte brun-orange se décolore. L'abdomen est noir et brillant, avec sur les côtés quelques poils clairsemés. Les pattes sont noires, avec sur les fémurs des poils principalement clairs, sinon noirs.

### Les mâles
Avec une taille de 11-14 mm, les mâles sont plus petits que les femelles, tout en restant imposants. Ils ont une touffe de longs  poils clairs sur le front. Le thorax est brun clair sur la face supérieure et pâles sur la face inférieure. Leurs pattes sombres portent une pilosité brun clair. L'abdomen est noir, brillant avec quelques poils clairs parsemés.

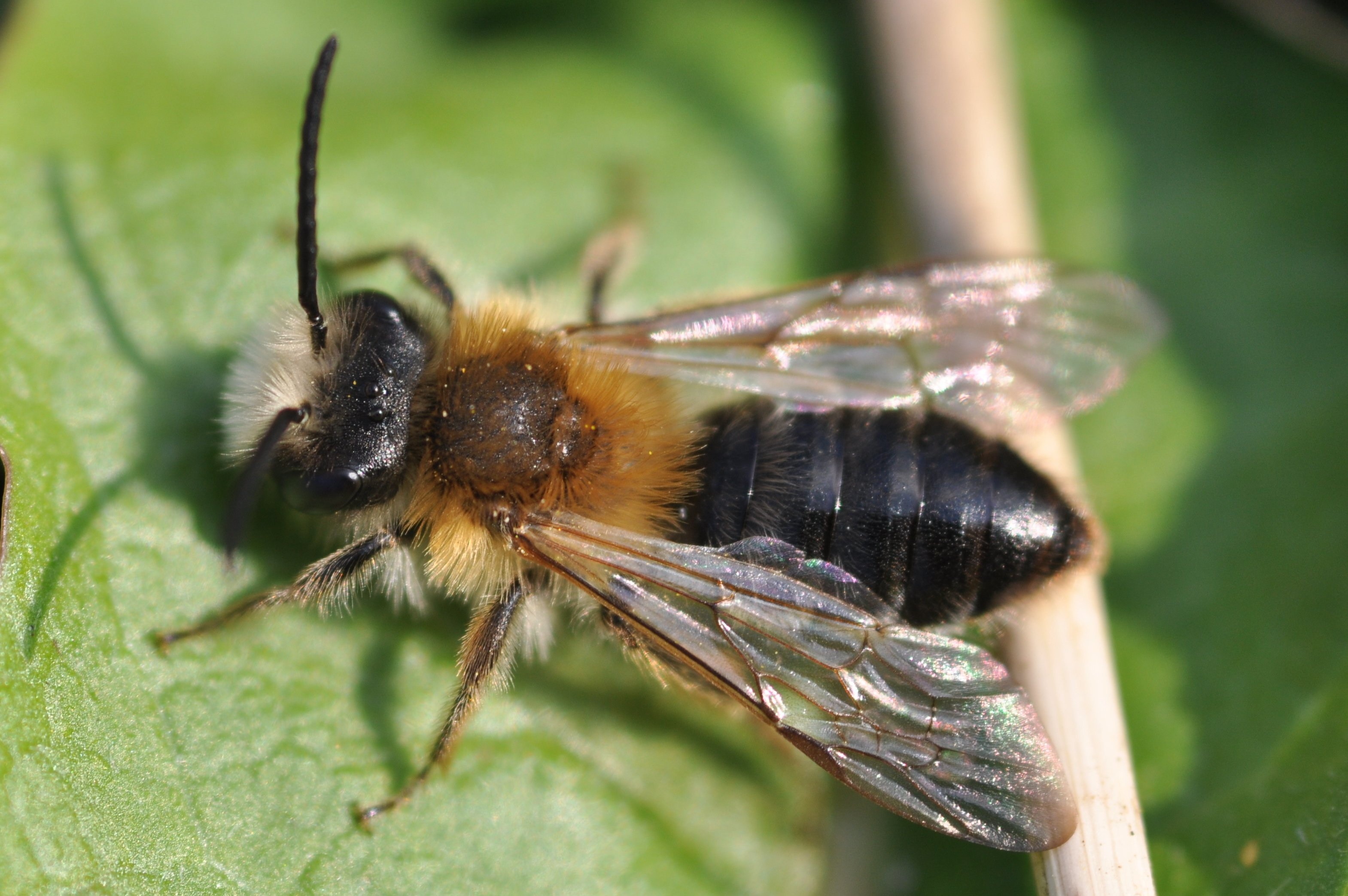
Mâle dAndrena nitida

## Distribution
L'espèce est largement répandue en Europe. Au Nord, elle est observée jusqu'au centre de la Suède et au sud de la Finlande. On la trouve aussi au Nord de l'Afrique. A l'Ouest, son aire de répartition va jusqu'à l'Irlande et aux îles Canaries et à l'Est jusqu'en Oural. Ces abeilles sont peu exigeantes et plutôt présentes dans des habitats ouverts.

## Écologie
Cette andrène vole de fin mars à juin. Elle construit son nid dans le sol, mais aussi volontiers dans les sites recouverts. Les nids sont la plupart du temps isolés : les bourgades sont rares. Cette abeille est polylectique et collecte donc le pollen de nombreuses plantes.

## Parasitisme

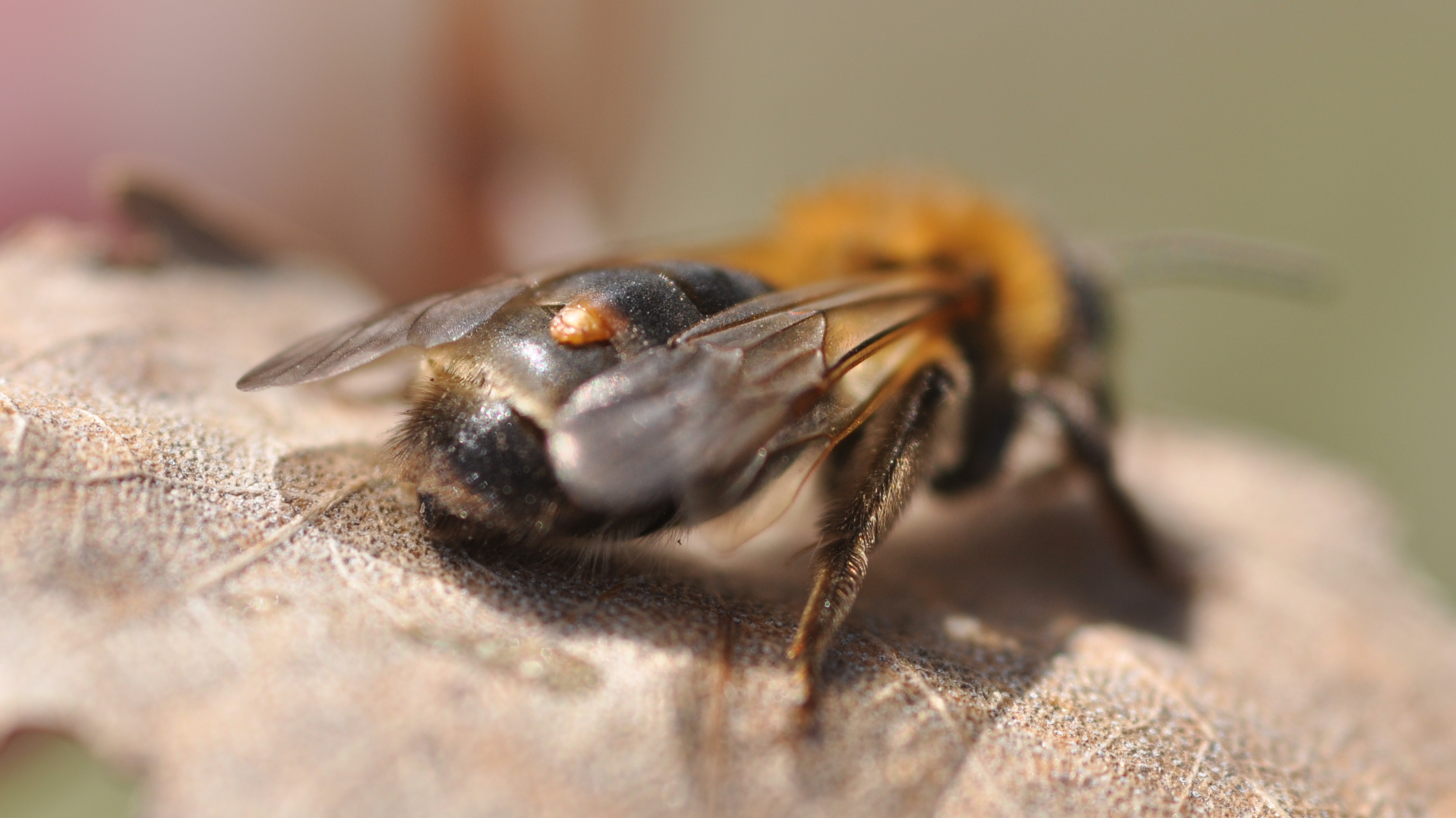
Andrena nitida stylopisée

Nomada goodeniana un cleptoparasite de cette espèce. Bombylius major et les mouches grises parasites du genre Leucophora s'attaquent également aux nids. Les stylopidae s'attaquent également à cette espèce : les abeilles infestées présentent une pilosité atypique.